# Theodor Rohde
Theodor Carl August Conrad Rohde (* 31. März 1831 in Hofgeismar; † 24. Februar 1900 in Kassel) war ein deutscher Jurist und als Oberkonsistorialrat Mitglied des Oberkonsistoriums der Evangelischen Landeskirche Hessen.

## Leben
Theodor Rohde wurde als Sohn des Pfarrers August Rohde (1804–1833) und dessen Ehefrau Helene Auguste Schirmer geboren und war nach seinem Studium der Rechtswissenschaften zunächst als Rechtspraktikant in Kirchhain (1853) und 1860 als Referendar in Marburg beschäftigt, bevor er in Marburg die Stelle eines Regierungsrats besetzte. In dieser Funktion wurde er 1873 in Kassel Konsistorialrat und später Oberkonsistorialrat im Gesamtkonsistorium der der Evangelischen Landeskirche in Hessen-Kassel.
Familie
Am 4. März 1862 schloss er in Marburg die Ehe mit Charlotte Vollgraff (1834–1874, Tochter des Professors Karl Friedrich Vollgraff und der Sophie Müller). Aus der Ehe sind die Söhne Karl (1864–1899, Steuerdirektor in Berlin) und Hermann (1866–1884) hervorgegangen.